# Madonna dell'Attarico
Madonna dell'Attarico è un appellativo usato nel comune di Andrano per venerare Maria, madre di Gesù. Le celebrazioni avvengono il giorno precedente alla vigilia della festa della Santa Patrona del paese: la Madonna delle Grazie. I festeggiamenti avvengono i primi del mese di agosto. La Santa Messa avviene in una Cripta lontana dal centro abitato che offre la vista sulla Marina di Andrano.